# Леприкон 2
„Леприкон 2“ (на английски: Leprechaun 2) е американска слашър хорър комедия от 1994 г.

## Сюжет
Внимание:  Текстът по-долу разкрива сюжета на произведението (или части от него)!
Леприконът се завръща за да си търси съпруга. В приятел на момичето, което е избрал, попада една от златните монети на леприкона. Той е готов на всичко за да си я върне.

## Актьорски състав
- Уорик Дейвис – Леприконът
- Чарли Хийт – Коуди Ингълс
- Шевон Дъркин – Бриджит Колъм
- Санди Барон – Морти Ингълс
- Адам Биск – Иън